# پویمنی
پویمنی (به لاتین: Poymenny) یک منطقهٔ مسکونی در روسیه است که در استان آستراخان واقع شده‌است.